# Xanthopimpla sikkimensis
Xanthopimpla sikkimensis là một loài tò vò trong họ Ichneumonidae.